# Il profeta (opera)
Il profeta (Le prophète) è un grand opéra in cinque atti di Giacomo Meyerbeer, su libretto di Eugène Scribe, Carl Franz Van der Velde ed Émile Deschamps da Voltaire e Jules Michelet (Memorie di Lutero).
La prima in Salle Le Peletier dell'Opéra national de Paris del 16 aprile 1849 fu uno strepitoso successo (coincidente con l'attivazione dell'illuminazione elettrica nel Teatro), proseguito poi per tutto il resto del secolo. 
Del cast della prima facevano parte Anaïs Castellan nel ruolo di Berthe, Pauline Viardot-García in quello di Fides, Gustave Roger nel ruolo di Jean, Nicolas Levasseur come Zacharie e Hippolyte Bremond come Oberthal diretti da Narcisse Girard.
Il soggetto tratta di un fatto realmente accaduto: la presa della città di Münster, nel 1534, da parte di un gruppo di anabattisti provenienti dai Paesi Bassi, guidati dal sarto di Leida Jan Beuckelsz e sconfitti, dopo un lungo assedio, dalle truppe luterane e cattoliche coalizzate.

## Cast della prima assoluta
| Personaggio         | Tipologia vocale | Interpreti della prima 16 aprile 1849 (direttore Narcisse Girard) |
| ------------------- | ---------------- | ----------------------------------------------------------------- |
| Fidès               | mezzosoprano     | Pauline Viardot                                                   |
| Jean de Leyden      | tenore           | Gustave-Hippolyte Roger                                           |
| Berthe              | soprano          | Jeanne-Anaïs Castellan                                            |
| Le Comte d'Oberthal | basso            | Hippolyte Bremond                                                 |
| Zacharie            | basso            | Nicolas Levasseur                                                 |
| Jonas               | tenore           | Louis Guéymard                                                    |
| Mathisen            | basso            | Signor Euzet                                                      |

## Trama

### Atto primo
Olanda, presso Dordrecht. La giovane orfanella Berthe aspetta felice il ritorno del suo amato Jean de Leyden. Assieme alla madre di lui, Fidès, si reca dal conte d'Oberthal, suo signore, per chiedergli di lasciarla partire per sposarsi con Jean.
Arrivano al villaggio tre anabattisti, Zacharie, Jonas e Mathisen: promettendo ai contadini libertà, potere e ricchezza, cercano di incitarli a ribellarsi ai loro feudatari. Inizialmente i contadini sembrano convinti, ma l'arrivo del conte li fa tornare immediatamente sottomessi. Gli anabattisti vengono portati via dai soldati. Berthe e Fidès fanno la loro richiesta al conte, ma questi oppone un rifiuto: la popolazione si indigna a questa dimostrazione di crudeltà gratuita, ma, quando il conte dà ordine di arrestare le due donne, non può far nulla per impedirlo. Si ode di nuovo, sinistro, il canto degli anabattisti.

### Atto secondo
In una locanda nei sobborghi di Leida. Jean attende preoccupato il ritorno della madre. Giungono anche i tre anabattisti: costoro, al vederlo, notano subito la sua incredibile somiglianza con l'immagine del re Davide venerata a Münster. Il ragazzo allora racconta loro di un sogno misterioso, interpretato dagli anabattisti come una profezia del suo futuro regno.
Improvvisamente arriva Berthe, che è riuscita a fuggire, ma è inseguita dalle truppe del conte. Fidès, invece, è ancora prigioniera. Jean aiuta la fidanzata a nascondersi. Arriva il conte e, messo da questi di fronte alla scelta se salvare lei o la madre, Jean decide di far liberare quest'ultima. Tuttavia, quest'ultimo sopruso del nobile lo spinge a unirsi agli anabattisti nel loro viaggio per la Germania come profeta eletto da Dio.

### Atto terzo
Nell'accampamento degli anabattisti, in una foresta della Vestfalia. I soldati, tornati dalla battaglia con un bottino di ricchi prigionieri, raccolgono vettovaglie e festeggiano. Fra i prigionieri c'è il conte, catturato mentre si dirigeva a Münster, ma nessuno conosce la sua identità. Per aver salva la vita, finge di volersi unire agli anabattisti, ma per farlo dovrà giurare di uccidere suo padre, governatore della città. Qualcuno però lo riconosce, e il conte viene condannato a morte. Jean però si oppone, perché il conte gli ha rivelato che Berthe e Fidès si trovano a Münster, e Jean teme che, per ritorsione, possano essere uccise. Decide di graziare il conte e invoca il sostegno di Dio per conquistare la città. Esaltati dalle sue parole, soldati e popolo marciano alla volta di Münster.

### Atto quarto
Münster. La città è stata conquistata ed è ormai governata dagli anabattisti. Fidès, che si è ridotta a mendicare e non sa che il profeta-guida degli invasori è suo figlio, incontra Berthe, e le racconta di aver appreso che Jean è morto, proprio a causa del profeta: le due donne giurano di vendicarsi contro quel folle.
Nella cattedrale, intanto, Jean viene incoronato re. A questo punto, Fidès lo riconosce, e dichiara di essere sua madre. Per gli anabattisti quella è una bestemmia. La donna allora, spaventata, ritratta quanto ha appena detto; Berthe, tuttavia, non ha assistito alla scena ed è ancora intenzionata a uccidere il profeta.

### Atto quinto
L'imperatore Carlo V, alla testa del suo esercito, sta marciando verso Münster per riprendere la città: gli anabattisti decidono di consegnare Jean come capro espiatorio. Jean si reca nella cella dove si trova la madre, che lo perdona. Arriva anche Berthe, che scopre in quel momento che il misterioso profeta è Jean. La giovane non riesce a perdonargli le atrocità di cui si è macchiato e si suicida, trafiggendosi con un pugnale.
In un salone del palazzo, gli anabattisti ipocritamente festeggiano il loro re profeta, sapendo benissimo che di lì a poco lo tradiranno. Jean però ha in serbo una vendetta: mentre il conte, alla guida dei suoi soldati, irrompe nella sala, una tremenda esplosione da lui preparata devasta la scena; la morte ricongiunge Fidès e suo figlio.

## Rappresentazioni storiche
- Il successivo 24 luglio avviene con grande successo la prima nel Royal Opera House, Covent Garden di Londra di "Il profeta" in italiano con la Viardot, Roger e Giovanni Matteo De Candia.
- Il 24 gennaio 1850 avviene la prima nel Theater am Dammtor di Amburgo di "Der Prophet" in tedesco.
- Il successivo 30 gennaio avviene la prima nel Semperoper di Dresda di "Der Prophet".
- Il 28 febbraio 1850 avviene la prima nel Burgtheater di Vienna di "Der Prophet".
- Il successivo 1º aprile avviene la prima nel Teatro Nacional de São Carlos di Lisbona di "Il profeta" nella traduzione di Santo Mango ed Antonio Profumo; il 2 aprile nel Théâtre d'Orléans di New Orleans di "Le prophète"; il 20 aprile nel Staatsoper Unter den Linden di Berlino di "Der Prophet".
- Il 14 luglio 1851 avviene la centesima recita all'Opéra national de Paris diretta da Girard con Bremond e Levasseur.
- Il 26 dicembre 1852 avviene la prima nel Teatro della Pergola di Firenze di "Il profeta" nella traduzione di Manfredo Maggioni.
- Il 25 ottobre 1853 avviene la prima nel Teatro Regio di Torino di "Il profeta" con Rosina Stoltz ed il successivo 28 dicembre avviene la prima nel Teatro Regio di Parma.
- L'11 luglio 1855 avviene la prima nel Teatro La Fenice di Venezia delle 26 rappresentazioni dell'opera nella stagione.
- Il 4 febbraio 1856 avviene la prima nel Theatre Royal di Edimburgo.
- Il 18 novembre 1860 avviene la prima nel Teatro Comunale di Bologna con Angelo Mariani (direttore d'orchestra).
- Il 3 agosto 1861 avviene la prima nel Teatro San Carlo di Napoli.
- Il 31 gennaio 1863 avviene la prima nel Gran Teatre del Liceu di Barcellona di "Le prophète".
- Al Wiener Staatsoper la première è stata nel 1869.
- Nel 1881 avviene la quattrocentesima recita nel Palais Garnier di Parigi dove nel 1899 arriva alla cinquecentesima.
- Per il Metropolitan Opera di New York la prima è stata nel 1884, in italiano, nel Music Hall di Cincinnati con Roberto Stagno e Sofia Scalchi e fino al 1979 ha avuto 99 recite.
- Nel 1894 avviene la prima nel Grand Théâtre de Monte Carlo con Francesco Tamagno.
- Nel 1899 avviene la cinquecentesima recita nel Palais Garnier.

## Discografia parziale
| Anno | Cantanti (Jean, Fidès, Berthe                    | Direttore   | Etichetta |
| ---- | ------------------------------------------------ | ----------- | --------- |
| 1970 | Nicolai Gedda, Marilyn Horne, Margherita Rinaldi | Henry Lewis | Myto      |
| 1976 | James MacCracken, Marilyn Horne, Renata Scotto   | Henry Lewis | CBS       |